# Jasmine (cantante 1972)
Jasmine, pseudonimo di Federica Rotolo (Roma, 26 luglio 1972), è una cantante pop italiana.

## Biografia
Figlia della showgirl Stefania Rotolo e del sassofonista Tyrone Harris, che non la riconosce, adotta il cognome materno e cresce a Roma con la madre e lo zio Alessandro, trascorrendo però lunghi periodi in collegio. A sei anni inizia lo studio del pianoforte e della danza classica, preferendovi poi il canto. Appena compiuti i nove anni perde, a causa di un tumore, la madre Stefania, rimanendo orfana. Successivamente lavora per tre anni in Africa come assistente turistica e trascorre un lungo periodo in Tunisia; lì sceglie il suo pseudonimo, ispirato alla parola francese jasmin, ossia gelsomino, dopo che tali fiori le erano stati regalati.
Inizia la sua carriera musicale collaborando come cantante per il gruppo hip hop dei Sottotono, con i quali rimane per alcuni anni a partire dal 1997. Le sue collaborazioni con i Sottotono sono i brani Solo lei ha quel che voglio, Dimmi di sbagliato che c'è e Chissà ora con chi sei. Successivamente Renato Zero, grande amico della madre Stefania Rotolo, la ospita nei suoi tour del 2004, 2006 e 2007. All'inizio del 2006 Jasmine ha pubblicato il suo primo singolo solista, Nell'angolo, con la partecipazione dello stesso Zero, che ha collaborato anche alla stesura del testo. Durante l'estate del 2006 sono usciti altri due singoli: Dammi e Eurorentola. Jasmine partecipa al Festival di Sanremo 2007 nella categoria Giovani, con la canzone La vita subito, arrivando in finale. Il 2 marzo 2007 è uscito il suo primo album, prodotto da Renato Zero, intitolato Salutami Jasmine.
Nel 2023 partecipa al programma televisivo Tale e quale show e poi allo spin off Natale e quale show.

## Discografia

### Album
- 2007 - Salutami Jasmine (Sony Music/BMG)

### Singoli
- 2006 - Nell'angolo (feat. Renato Zero)
- 2006 - Dammi
- 2006 - Eurorentola
- 2007 - La vita subito